# 濱崎茜
浜崎 茜（はまさき あかね、1980年8月24日 - ）は長崎県出身の女優。所属事務所はアパッチ。

## 略歴・人物
2003年、映画「おれさま」でデビュー。その後は映画を中心に舞台、テレビ、CM、プロモーションビデオに出演。
趣味は音楽、映画観賞。特技はテコンドーで、『仮面ライダー剣』でその腕前を披露している。

## 出演作品

### 映画
- おれさま（2003年） - ヒロイン
- ショートフィルム「MILD BUNCH」UKON編（2003年）
- 独立少女紅蓮隊（2004年）
- ZOO 東映ビデオ cinema4U（2005年） - ヒロイン
- 誰が心にも龍は眠る（2005年）
- 半密室風（2006年）
- やわらかい生活（2006年）
- 帰れない二人 (Web Movie)
- キトキト!（2007年）
- 0093 女王陛下の草刈正雄（2007年）
- ハッピーフライト（2008年） - 水谷久枝 役　【濱崎茜　名義】
- 60歳のラブレター（2009年）

### TV
- 仮面ライダー剣（2004年、テレビ朝日） - 城光 役
- ハゲタカ（NHK）
- デビルシャドー（2007年、KBS）
- NHK高校講座 ベーシック10（2009年4月6日 - 4月17日、NHK教育）
- 親父がくれた秘密〜下荒井5兄弟の帰郷〜（2012年9月12日、テレビ東京）
- 相棒 (テレビ朝日)
  - season12 第2話「殺人の定理」（2013年10月23日） - 趙美麗 役
  - season14 第11話「共演者」（2016年1月13日） - 川村美樹 役　【浜崎茜　名義】
- 松本清張スペシャル 時間の習俗（2014年4月10日、フジテレビ）

### CM
- 小柳ゆきシングル「Love knot〜愛の絆〜」（2004年）
- KDDI 着うたフル（2005年）
- 武田薬品工業「ベンザブロック せき止め錠」（2008年）

### PV
- Every Little Thing シングル「ソラアイ」（2004年）
- イツカノオト MUSIC VIDEO「LOVE」（2007年）

### 舞台
- 劇団†勇壮淑女vol.1「新装開店危機三発BRA黒髭」（金沢知樹演出、2006年5月）
- TPTフューチャーズ -Summer 2007 連続公演「三人姉妹」（門井均演出、2007年7月）ベニサン・ピット
- 劇団K助「スクェアなヒトビト」（金沢知樹演出、2007年12月）中目黒・ウッディーシアター
- TPT66「ミステリア・ブッフ」（木内宏昌演出、2008年3月）ベニサン・ピット
- TPT67「ミザントロオプ」（手塚とおる演出、2008年4月-5月）ベニサン・ピット
- TPT68「いさかい」（熊林弘高演出、2008年10月）ベニサン・ピット
- TPT70「ウルリーケ メアリー スチュアート」 - 主演（川村毅演出、2008年10月-11月）ベニサン・ピット
- TPT72「血の婚礼」（門井均演出、2009年10月）横浜・BankART Studio NYK
- TPT73「キレイじゃなきゃいけないワケ」（千葉哲也演出、2009年12月-2010年1月）ザムザ阿佐ヶ谷
- 「恋人」（岡本健一演出、2010年9月-10月）横浜・BankART Studio NYK

## DVD
- FLY!FLY!FLY! ヨーロッパ 4カ国 「食」の旅（2008年）

## 書籍
- 「世界へハッピーフライト　FLY!FLY!FLY!日記」（2008年）